# Wonderful (The Beach Boys)
Wonderful è un brano musicale composto nel 1966 da Brian Wilson e Van Dyke Parks per il gruppo pop rock statunitense The Beach Boys. La traccia doveva originariamente essere inclusa nel celebre "album perduto" dei Beach Boys del 1967 intitolato  Smile. Tuttavia il brano vide la luce soltanto in seguito, quando, registrato nuovamente e in un arrangiamento molto semplificato fu inserito nell'album Smiley Smile, omettendo Parks dagli autori. Nel 2011 Wonderful è stata infine pubblicata nella sua forma originale ancorché incompleta nel cofanetto The Smile Sessions, box set antologico che ricostruisce filologicamente l'album originale.

## Il brano
Il titolo della canzone deriva da un nomignolo affettuoso con il quale Brian Wilson era solito chiamare la moglie Marilyn. È l'unica traccia di Smile che fa riferimento a Dio citandolo espressamente. Il coautore Van Dyke Parks disse:
Lo storico musicale Mark Dillon interpreta il testo della canzone come la storia di una ragazza devota al Signore e ai suoi genitori che viene gettata nello scompiglio emotivo dopo aver incontrato un ragazzo. Il biografo Andrew Hickey in maniera simile descrive il pezzo essere la storia di una giovane ragazza che esce definitivamente dall'adolescenza attraverso la perdita della propria verginità. Egli descrisse la versione originale di Wonderful una registrazione di "musica da camera proto-psichedelica".
Quando Wonderful venne ri-registrata per l'inclusione in Smiley Smile, una delle strofe fu omessa, sostituita da uno strano interludio della durata di 35 secondi fatto di voci e risate, interpretato da alcuni critici come "il risveglio della consapevolezza sessuale della protagonista" della canzone.

## Versioni alternative
Varie take alternative della canzone sono state incluse nelle compilation Good Vibrations: Thirty Years of The Beach Boys (1993) e The Smile Sessions (2011).
Nei primi anni settanta, Wonderful era presenza fissa nella scaletta dei concerti dei Beach Boys, eseguita in medley con Don't Worry Bill dei The Flames.

## Accoglienza
Lo scrittore Andrew Hickey disse a proposito della composizione: "Se esistesse una giustizia al mondo, questa canzone sarebbe oggi riconosciuta un classico assoluto al pari di God Only Knows, ad ogni livello che conta - raffinatezza musicale e lirica, bellezza, la compassione che scaturisce da ogni sillaba della canzone - questo è il lato superiore di quella canzone e di quasi ogni altra cosa che abbia mai ascoltato". Nel 2011 Mike Love commentò il magnifico lavoro di Parks come paroliere e dichiarò di ritenere "bellissima" la canzone, in grado di commuovere l'ascoltatore. Inoltre, definì Wonderful il suo brano preferito del progetto Smile. Il musicista Matthew Sweet lodò la versione originale di Smile della canzone, pensando invece che la versione pubblicata in Smiley Smile fosse stata "banalizzata".

## Formazione
Versione in Smiley Smile
- Carl Wilson – voce solista[9]

Versione in The Smile Sessions
- Brian Wilson – voce solista, clavicembalo[9]

## Versione di Brian Wilson
Come artista solista, Brian Wilson rivisitò la canzone nel 1995 per il suo album I Just Wasn't Made For These Times, e poi ancora nel 2004 per Brian Wilson Presents Smile. Quest'ultima versione fu pubblicata come singolo a tiratura limitata (B-side: Wind Chimes) in un totale di 5000 copie in vinile a 45 giri blu, verde, e giallo. Nella versione del 2004, Wonderful è collegata tematicamente con la seconda suite che include anche Child Is Father of the Man e Surf's Up.

## Cover
- 1990: Nikki Sudden & the Mermaids in Smiles, Vibes & Harmony: A Tribute to Brian Wilson
- 1993: David Garland in I Guess I Just Wasn't Made for These Times
- 1996: Outrageous Cherry in Stereo Action Rant Party
- 1998: Adventures in Stereo in Smiling Pets
- 1998: Sportsguitar in Smiling Pets
- 2009: Rufus Wainwright in War Child Presents Heroes